# Рейносо, Эктор
Э́ктор Рейно́со (исп. Héctor Reynoso López; 3 октября 1980, Мехико) — мексиканский футболист, центральный защитник.

## Биография
Эктор Рейносо родился в столице Мексики 3 октября 1980 года, однако вся его футбольная карьера связана с клубом из второго по величине города страны, «Гвадалахарой». В 1999 году Эктор попытался найти себе команду, чтобы начать в её составе выступать в Примере, но не смог этого сделать, после чего он на полгода уехал в Швейцарию, где работал с тренером Херманом Каэлином. Спустя полгода он вернулся в Мексику, где попал в молодёжный состав «Гвадалахары».
Дебют в профессиональном футболе состоялся 17 апреля 2001 года. Тогда в рамках Клаусуры 2001 «Чивас» (прозвище «Гвадалахары») встречались с «Тигрес». С тех пор в «Гвадалахаре» сложилась очень сильная оборонительная линия, куда, помимо Рейносо, входили также Джонни Магальон и Франсиско Хавьер Родригес.
В 2006 году Рейносо сыграл во всех 17 матчах Клаусуры. «Гвадалахара» завоевала рекордный для Мексики одиннадцатый титул чемпиона страны. В том же году он забил важнейший гол в 1/8 финала Кубка Либертадорес в ворота «Санта-Фе». Команды обменялись победами — 3:0 и 1:3. Именно этот гол на 9-й минуте ответного матча и позволил праздновать «Гвадалахаре» победу по итогам противостояния. В результате, команда Рейносо во второй раз подряд дошла до полуфинала главного южноамериканского клубного турнира, где уступила лишь действующему победителю турнира и сильнейшему клубу мира «Сан-Паулу».
В розыгрыше Кубка Либертадорес 2009 года в матче против чилийского «Эвертона» Рейносо несколько раз плюнул в лицо игроку соперников Себастьяну Пенко, говоря тому, что сам Эктор болен. В то время в Мексике бушевала эпидемия свиного гриппа и многие южноамериканские команды отказывались ехать в Мексику на игры Кубка Либертадорес. Из-за этого «Гвадалахара» снялась с соревнований после группового этапа, но стартовала с 1/8 финала розыгрыша 2010 года. Рейносо был дисквалифицирован, он позже извинился за свой поступок, но инцидент широко обсуждался в мире.
Постепенно Рейносо, которого мексиканские комментаторы окрестили Самсоном за крупные габариты и причёску, делающие его похожим на героев библейской мифологии, стал всё чаще заменять в качестве капитана клуба таких игроков, как Омар Браво и Рамон Моралес. С 2010 года он стал основным капитаном команды, сменив в этой роли вратаря Луиса Мичеля. Уже в этом качестве он помог «Гвадалахаре» впервые в своей истории пробиться в финал Кубка Либертадорес, где мексиканцы уступили бразильскому «Интернасьоналу».

## Достижения
- Чемпион Мексики: Апертура 2006
- Финалист Кубка Либертадорес: 2010